# Jean de Dieu Rakotondrasoa
Jean de Dieu Rakotondrasoa, né le 30 novembre 1976, est un coureur cycliste malgache.

## Biographie
Exploitant agricole, Jean de Dieu Rakotondrasoa commence le cyclisme du côté d'Ankazobe. Dans le cadre de son travail, il effectue chaque journée un trajet de quatre kilomètres sur son modeste VTT, qui sépare son potager au marché d'Antananarivo, pour vendre ses caissons de tomates. Cette activité lui vaut alors le surnom de "Ravoatabia" (tomate en malgache),,.
En 2004, il s'illustre en dominant la première édition du Tour de Madagascar. Vainqueur de quatre étapes, il devance son dauphin de près de cinq minutes, tandis que le troisième est relégué à plus de 44 minutes. Il termine ensuite deuxième de l'édition 2005, puis s'impose une nouvelle fois sur l'épreuve en 2006. En 2007, il s'incline face au Français Mickaël Malle, malgré deux succès d'étape. Il remporte de nouvelles étapes sur les éditions 2009 et 2010, et monte sur la troisième marche du podium en 2008 et 2013.
Aux championnats nationaux, Jean de Dieu Rakotondrasoa est notamment sacré champion de Madagascar en ligne en 2005, 2009, 2011 et 2012, et champion national du contre-la-montre en 2009 et 2012. En 2018, il remporte un nouveau titre national sur route à 41 ans.

## Palmarès
- 2004
  - Tour de Madagascar :
    - Classement général
    - 4 étapes
- 2005
  -  Champion de Madagascar sur route
  - 6e étape du Tour de Madagascar
  - 2e du Tour de Madagascar
- 2006
  - Tour de Madagascar :
    - Classement général
    - 11e étape
- 2007
  - 2e et 3e étapes du Tour de Madagascar
  - 2e du championnat de Madagascar du contre-la-montre
  - 2e du Tour de Madagascar
  - 3e du championnat de Madagascar sur route
- 2008
  - 2e du championnat de Madagascar sur route
  - 3e du Tour de Madagascar
- 2009
  -  Champion de Madagascar sur route
  -  Champion de Madagascar du contre-la-montre
  - 7e étape du Tour de Madagascar
- 2010
  - Trophée Fihavanana
  - 1re et 9e étapes du Tour de Madagascar
- 2011
  -  Champion de Madagascar sur route
- 2012
  -  Champion de Madagascar sur route
  -  Champion de Madagascar du contre-la-montre
- 2013
  - 7e étape du Tour de Madagascar (contre-la-montre par équipes)
  - 3e du Tour de Madagascar
- 2014
  - 2e du championnat de Madagascar du contre-la-montre
- 2016
  - 1re étape du Trophée des As (contre-la-montre)
  - 3e du championnat de Madagascar du contre-la-montre
- 2017
  - 3e du championnat de Madagascar du contre-la-montre
- 2018
  -  Champion de Madagascar sur route
  - 2e du championnat de Madagascar du contre-la-montre
- 2023
  -  Champion de Madagascar sur route